# Lenka Ledvinová
Lenka Ledvinová (ur. 11 sierpnia 1985 w Domažlicach) – czeska lekkoatletka, specjalizująca się w rzucie młotem.

## Osiągnięcia
- srebro młodzieżowych mistrzostw Europy (Debreczyn 2007)
- brązowy medal Uniwersjady (rzut młotem Bangkok 2007)

W 2008 reprezentowała Czechy podczas igrzysk olimpijskich w Pekinie, 26. miejsce w eliminacjach nie dało jej jednak awansu do finału.

## Rekordy życiowe
- rzut młotem – 70,51 (2009) były rekord Czech